# غاري توملينسون
غاري توملينسون (بالإنجليزية: Gary Tomlinson)‏ هو عالم موسيقى أمريكي، ولد في 4 ديسمبر 1951.

## وصلات خارجية
- غاري توملينسون على موقع ميوزك برينز (الإنجليزية)